# Волковысский уезд
Волковысский уезд (бел. Ваўкавыскі павет) — административная единица в составе Слонимской, Литовской и Гродненской губерний, существовавшая в 1795—1920 годах. Центр — город Волковыск.

## История
Волковысский уезд в составе Слонимской губернии Российской империи был образован в 1795 году на территории, отошедшей к России в результате третьего раздела Речи Посполитой. В 1797 году уезд отошёл к Литовской губернии, а в 1801 году — к Гродненской. С 1920 года территория уезда находилась в составе Польши.

## Население
По данным переписи 1897 года в уезде проживало 148,7 тыс. чел. В том числе белорусы — 82,4 %; евреи — 12,4 %; русские — 2,3 %; поляки — 2,1 %. В уездном городе Волковыске проживало 10 323 чел.

## Административное деление
В 1890 году в состав уезда входило 25 волостей:
| № п/п | Волость          | Волостное правление | Число селений | Население |
| ----- | ---------------- | ------------------- | ------------- | --------- |
| 1     | Бискупицка       | д. Бискупцы         | 51            | 3774      |
| 2     | Боярская         | д. Колонная         | 31            | 5140      |
| 3     | Верейковская     | д. Верейки          | 36            | 3404      |
| 4     | Вильчуковская    | д. Оранцы           | 39            | 2530      |
| 5     | Горностаевичская | с. Горностаевичи    | 43            | 3237      |
| 6     | Добровольская    | с. Доброволя        | 22            | 2902      |
| 7     | Зельвянская      | м. Зельва           | 17            | 11310     |
| 8     | Зельзинская      | д. Зельзин          | 41            | 3767      |
| 9     | Изабелинская     | м. Изабелин         | 56            | 4591      |
| 10    | Кремяницкая      | д. Деркачи          | 36            | 2476      |
| 11    | Лысковская       | м. Лысково          | 66            | 5216      |
| 12    | Межиречская      | д. Межиречье        | 60            | 5438      |
| 13    | Мстибовская      | м. Мстибово         | 14            | 3119      |
| 14    | Пенюговская      | с. Словатичи        | 28            | 3587      |
| 15    | Песковская       | м. Пески            | 55            | 6641      |
| 16    | Подорская        | с. Подороск         | 50            | 3651      |
| 17    | Порозовская      | м. Порозово         | 26            | 3539      |
| 18    | Росская          | м. Россь            | 67            | 6166      |
| 19    | Самаровичская    | д. Подболотье       | 27            | 6046      |
| 20    | Свислочская      | м. Свислочь         | 78            | 5872      |
| 21    | Тарнопольская    | с. Левково          | 32            | 2249      |
| 22    | Толочманская     | с. Свентица         | 37            | 3300      |
| 23    | Шидловичская     | с. Шидловичи        | 13            | 3580      |
| 24    | Шимковская       | м. Яловка           | 30            | 3905      |
| 25    | Юшковская        | д. Луплянка         | 20            | 4465      |

В 1913 году в уезде имелось 22 волости, упразднены Вильчуковская, Горностаевичская, Кремяницкая волости.

## Населённые пункты
По переписи 1897 года наиболее крупные населённые пункты уезда:
| - г. Волковыск - 10323 чел.; - мст. Свислочь - 3099 чел.; - мст. Зельва - 2803 чел.; - мст. Пески - 2396 чел.; - мст. Порозово - 2028 чел.; - мст. Новый Двор - 1481 чел.; - д. Подболотье - 1359 чел.; - мст. Яловка - 1311 чел.; - мст. Мстибово - 1228 чел.; - с. Доброволя - 1186 чел.; | - д. Бородичи - 1058 чел.; - д. Самаровичи - 1053 чел.; - мст. Россь - 983 чел.; - мст. Изабелин - 963 чел.; - мст. Лысково - 876 чел.; - д. Новосады - 768 чел.; - д. Луплянка - 766 чел.; - д. Залешаны - 724 чел.; - д. Шимки - 707 чел.; | - д. Зарудавье - 686 чел.; - д. Семеновка - 668 чел.; - д. Крупы - 664 чел.; - д. Могилевцы - 656 чел.; - д. Куколки - 638 чел.; - д. Ляховичи - 630 чел.; - д. Пацевичи - 630 чел.; - д. Гринки Великие - 616 чел.; - д. Зельвяны - 600 чел.; |